# Biblioteca del Consiglio regionale della Lombardia
La biblioteca del Consiglio regionale della Lombardia ha sede a Milano, al sesto piano del grattacielo Pirelli.

## Contenuto
Fondata nel 1972, è connotata dalla specializzazione in ambito giuridico-amministrativo e politico-istituzionale, pur non trascurando gli aspetti economici e sociali sottesi ai processi legislativi. La sua missione è quella di fornire supporto informativo e documentale per l'esercizio delle funzioni dei consiglieri regionali e per lo svolgimento delle attività delle strutture amministrative. La biblioteca mette a disposizione il patrimonio documentale di cui dispone alle strutture della Giunta e del sistema regionale e, per motivi di studio e ricerca, ai cittadini singoli e associati, previo appuntamento. Attualmente il patrimonio è costituito da circa 30.000 volumi, 200 riviste correnti e 580 fondi chiusi a stampa più banche dati e riviste in formato digitale ed è consultabile in una sala dotata di postazioni informatiche mentre il prestito è riservato agli utenti istituzionali e assimilati. Il catalogo, consultabile on line, consente di effettuare direttamente ricerche del materiale per titolo, autore, soggetto ed anno di pubblicazione. La biblioteca raccoglie e organizza il fondo documentale della Regione Lombardia. Regolamento, carta dei servizi così come tutte le informazioni relative ad orari, modalità di fruizione e servizi offerti sono disponibili sul sito Internet del Consiglio regionale della Lombardia alla pagina dedicata alla biblioteca consiliare.